# Inhambu-de-coroa-preta
O inhambu-de-coroa-preta ou inambu-de-coroa-preta (nome científico: Crypturellus atrocapillus) é uma ave da família Tinamidae.

## Características
O inhambu-de-coroa-preta mede entre 28 e 30 cm de comprimento. As partes superiores possuem coloração castanha, salpicada e barrada de preto, a garganta e o pescoço são avermelhados e o peito é cinza-escuro. A plumagem restante das partes inferiores varia de uma coloração canela a uma amarelada. Possui um boné anegrado e pernas vermelhas. As fêmeas são mais densamente barradas que os machos nas partes superiores.
Habita as planícies de florestas úmidas de regiões tropicais e subtropicais de até 900m de altitude. Encontrado no sudeste do Peru, norte da Bolívia e na Amazônia brasileira. Foi registrado pela primeira vez no Brasil somente em 1994, através de documentação sonora feita por A. Whittaker no sudoeste do Acre, região de Marechal Thaumaturgo.

## Subespécies
Possui duas subespécies:
- Crypturellus atrocapillus atrocapillus - ocorre nas terras baixas do sudeste do Peru (do centro de Ucayali para sul até Puno) e no sudoeste do Brasil (Acre);
- Crypturellus atrocapillus garleppi - ocorre nas terras baixas do norte da Bolívia.